# Molophilus pugnax
Molophilus pugnax är en tvåvingeart som beskrevs av Alexander 1925. Molophilus pugnax ingår i släktet Molophilus och familjen småharkrankar. Inga underarter finns listade i Catalogue of Life.